# Marina Hands
Marina Hands, född 10 januari 1975 i Paris i Frankrike, är en fransk césarbelönad skådespelerska.

## Biografi
Hands är dotter till den brittiska regissören Terry Hands och den franska skådespelerskan Ludmila Mikaël, och barnbarn till den ukrainsk-grekiska målaren Pierre Dmitrienko. Hon studerade till skådespelare på Cours Florent och CNSAD i Frankrike, och på London Academy of Music and Dramatic Art i England. År 1999 gjorde hon sin scendebut i Le Bel Air de Londres av Dion Boucicault, och nominerades till en Molière Award. Hennes första film var Andrzej Zulawskis La Fidélité (2000), följt av De barbariska invasionerna (2003). Hon sågs sedan i Les Ames Grises (2005), för vilken hon nominerades till Césarpriset för mest lovande skådespelerska, och Berätta inte för någon (2006).
Hennes mest anmärkningsvärda prestation hittills är titelrollen i Lady Chatterleys (2006), en adaption av John Thomas och Lady Jane, skriven av D. H. Lawrence. Hands vann 2007 Césarpriset för bästa kvinnliga huvudroll för sin insats.
Under 2006 blev Hands delägare i Comédie-Française. År 2008 blev hon återigen nominerad till en Molière Award för sin roll i Partage de midi.
Under 2011 spelade hon en roll i Claude Millers film Voyez comme ils dansent.

## Filmografi
| År   | Titel                                                             | Roll                 | Regissör           |
| ---- | ----------------------------------------------------------------- | -------------------- | ------------------ |
| 1999 | La Fidélité ("Fidelity")                                          | Julia                | Andrzej Żuławski   |
| 2002 | Sur le bout des doigts                                            | Juliette             | Yves Angelo        |
| 2003 | Les Invasions barbares ("De barbariska invasionerna")             | Gaëlle               | Denys Arcand       |
| 2004 | Le Temps d'un regard                                              | Natalya              | Ilan Flammer       |
| 2005 | Les Âmes grises ("Grey Souls")                                    | Lysia Verhareine     | Yves Angelo        |
| 2006 | Ne le dis à personne ("Berätta inte för någon")                   | Anne Beck            | Guillaume Canet    |
| 2006 | Lady Chatterleys älskare                                          | Constance Chatterley | Pascale Ferran     |
| 2006 | Le Scaphandre et le Papillon ("Fjärilen i glaskupan")             | Joséphine            | Julian Schnabel    |
| 2009 | L'histoire de Jen ("Story of Jen")                                | Sarah                | François Rotger    |
| 2009 | Le code a changé ("A Change of Plans")                            | Juliette             | Danièle Thompson   |
| 2009 | Mères et filles ("Hidden Diary")                                  | Audrey               | Julie Lopes-Curval |
| 2010 | Une exécution ordinaire ("An Ordinary Execution")                 | Anna                 | Marc Dugain        |
| 2010 | Ensemble nous allons vivre une très, très grande histoire d'amour | "Dorothée"           | Pascal Thomas      |
| 2011 | Voyez comme ils dansent ("See How They Dance")                    | Lise                 | Claude Miller      |
| 2012 | Sport de filles                                                   | Gracieuse            | Patricia Mazuy     |
| 2013 | Jappeloup                                                         | Nadia                | Christian Duguay   |